# Société asiatique du Bangladesh
La Société asiatique du Bangladesh a été créée sous le nom de Société asiatique du Pakistan oriental à Dacca en 1952, et rebaptisée en 1972. Ahmed Hasan Dani (en), historien et archéologue pakistanais de renom, a joué un rôle important dans la fondation de cette société. Il était assisté par Muhammad Shahidullah (en), un linguiste bengali. La société est hébergée dans la localité de Nimtali dans le vieux Dacca.